# Distretto di Mae Phrik
Il distretto di Mae Phrik (in thailandese: แม่พริก) è un distretto (amphoe) della Thailandia, situato nella provincia di Lampang.